# Jukebox
Jukebox este o formație muzicală din România, fondată în anul 1998. Este formată din Alex Vasilache (voce), Viorel Dodoc (chitară), Andrei Apostol (chitară), Răzvan Sofronescu (chitară-bas), Ovidiu Condrea (baterie), Viorel Sîrbu (pian, acordeon, trompetă) și Gabi Nistorescu (pian și voce).
Jukebox a lansat 3 albume:
- Picuri de Rai (2009)
- Feel Like Makin' Love (2009)
- Christams Songs (2008)

A lansat și alte 11 single-uri:
- Cum vrei tu
- Ediție specială
- Breakout
- Sărbătorile-au venit
- Come on everybody
- Addicted
- Vocea Ta (împreună cu Bella Santiago)
- Auzi Cum Bate (împreună cu Bella Santiago)
- Sugar Gumalaw (împreună cu Bella Santiago)
- Am Ce Nu Am

Jukebox colaborează cu casa de discuri Cat Music România.